# Marcus Oliveira
Marcus Derwin Oliveira (* 18. März 1979 in Keshena, Wisconsin, USA) ist ein US-amerikanischer Boxer im Halbschwergewicht.
Am 27. Oktober 2012 besiegte er Ricky Torrez im Kampf um den vakanten WBA-Fedebol-Titel durch technischen K. o. Gegen Jürgen Brähmer verlor er am 15. Dezember 2013 den Kampf um den vakanten WM-Titel der WBA.